# Amdi Riis
Amdi Egon Riis Jønsson (27. januar 1911, København - 22. april 1965, København) var en dansk pianist og komponist, som i perioden fra ca. 1940 og frem til sin død skrev melodier til en lang række revyer og enkelte film.
Amdi Riis ernærede sig siden 15½-års-alderen som selvlært musiker. Han spillede med Winstrup Olesens og Kai Ewans orkestre, han var barpianist, og han fungerede som repetitør ved teatrene. Som knap 21-årig var han kapelmester hos Arne Weel i Riddersalen og spillede i årene derefter til adskillige revyer.
I 1940 fik han sin første komposition antaget - en melodi i operetten "Pam-Pam" på Apolloteatret. Året efter skrev han melodier til Bonbonnieren på Nimb. Stig Lommer fik øje på talentet og hyrede ham til Hornbæk Revyen i 1942, hvortil han skrev adskillige melodier, bl.a. sommerens landeplage ”Kammerat med solen”, som gav ham det store folkelige gennembrud.
Amdi Riis havde gennem mange år et tæt samarbejde med Stig Lommer og skrev melodier til både Hornbæk Revyen og Stig Lommers revyer på ABC Teatret. Desuden skrev han melodier til Cirkusrevyen, Helsingør Revyen og Tivolirevyen.
Amdi Riis døde på Sct. Lukas Stiftelsens Hospital af en kronisk nyrebetændelse og blev begravet på Assistens Kirkegård, Nørrebro, København (gravsted N1565 tæt ved muren til Jagtvej). Han var ugift og efterlod sig ikke livsarvinger. Komponistrettighederne overgik derfor til hans mor, som senere testamenterede dem til Kattens Værn.

## Kendte melodier
Blandt de mest kendte" Amdi Riis revymelodier findes:
- "Kammerat med solen" (Hornbæk Revyen 1942)
- "Jeg ved et spil om en vej" - Hornbæk Revyen 1943
- "En yndig lille fjer" - Hornbæk Revyen 1944
- "Man sku’ ha’ det som Diogenes" - Hornbæk Revyen 1944
- "I den gamle pavillon" (Bakkesangerinden) - Tivolirevyen 1945
- "Skriftlig eksamen (Es war einmal ein Bösewicht)" - Tivolirevyen 1945
- "Efter sådn en yndig aften" - Hornbæk Revyen 1947
- "Kys mig godnat" - Dagmar Revyen 1948
- "Det eneste jeg ønsker mig til jul" - Tivoliteatret 1949
- "Faders vilje" - ABC Teatret 1951
- "Øjnene er lyseblå" - revyfarcen Solstik 1952
- "Sagt op" - Tivoli Revyen 1957
- "Før vi fik bil" - Cirkusrevyen 1965

Amdi Riis skrev endvidere musik til 4 film:
- Lev livet let (1944)
- Når katten er ude (1947)
- Op og ned langs kysten (1950)
- Solstik (1953)

samt til enkelte digte af Piet Hein, Johannes Smith og Mogens Lorentzen.